# Albert Clerk-Jeannotte
Albert Clerk-Jeannotte (* 15. Januar 1881 in Mont-Saint-Hilaire, Québec; † 21. Juli 1945 in New York City) war ein kanadischer Sänger (Tenor) und Musikpädagoge.

## Leben
Clerk-Jeannotte hatte den ersten Musikunterricht bei seinem Onkel Alexandre-M. Clerk und bei Achille Fortier. Ab 1898 studierte er in Paris Harmonielehre bei Xavier Leroux und Gesang bei Jacques Bouhy, Victor Maurel und Pauline Viardot-Garcia. Wegen gesundheitlicher Probleme arbeitete er nach seiner Rückkehr nach Kanada 1900 zunächst nicht als Sänger, sondern als Journalist.
1902 war er erneut in Paris und wurde von Albert Carré an der Opéra-Comique engagiert. Wiederum aus gesundheitlichen Gründen musste er seine Tätigkeit 1904 beenden und kehrte nach Kanada zurück, wo er am McGill Conservatory zu unterrichten begann. In den Sommerferien der folgenden Jahre studierte er bei Jean de Reszke und trat in dieser Zeit in Wien an der Seite von Lina Abarbanell als Danilo in Franz Léhars Operette Die lustige Witwe auf.
Nach einem New-York-Aufenthalt ab 1906 gründete er 1910 mit Unterstützung des Mäzens Frank Stephen Meighen die Montreal Musical Society (später Montreal Opera Company), die in den drei Jahren ihres Bestehens 300 Vorstellungen in Städten Kanadas und der USA gab. 1916 reiste er gemeinsam mit seinem Schwager Wilfrid Pelletier ein weiteres Mal nach Paris. Nach einem vergeblichen Versuch, die Montreal Opera Company 1933 wiederzubeleben, ließ er sich endgültig in New York nieder. Gesangsunterricht nahmen bei Clerk-Jeannotte u. a. Georges Dufresne, Hope Hampton, Ludovic Huot, Fabiola Poirier, Henri Pontbriand, die Kabarettsängerin Hildegarde und der Schauspieler Cary Grant.